# Gombosi Wierch
Gombosi Wierch (słow. Gombošov vrch, 1194 m n.p.m.) – szczyt reglowy w słowackich Tatrach Wysokich. Jest to ostatnie należące do Tatr wzniesienie w północno-zachodnim ramieniu Szerokiej Jaworzyńskiej (Široká), oddzielającym Dolinę Białki wraz z Doliną Białej Wody (Bielovodská dolina) od Doliny Jaworowej (Javorová dolina) wraz z Doliną Szeroką (Široká dolina). Od Karczmarskiego Wierchu (Skalka, 1438 m) oddzielony jest szeroką Gombosią Przełęczą. Gombosi Wierch wznosi się od zachodu nad Doliną Białki, a od wschodu nad Doliną Białego Potoku – niewielkim odgałęzieniem Doliny Jaworowej. Na północny wschód łagodny grzbiet zbiega do Drogi Wolności (Cesta slobody). Na jego stokach opadających do Doliny Białego Potoku (Glutowa Polana), a także częściowo po przeciwległej stronie doliny, umiejscowiony jest ośrodek narciarski „Ski TAJA” z trzema wyciągami orczykowymi i czterema trasami zjazdowymi.

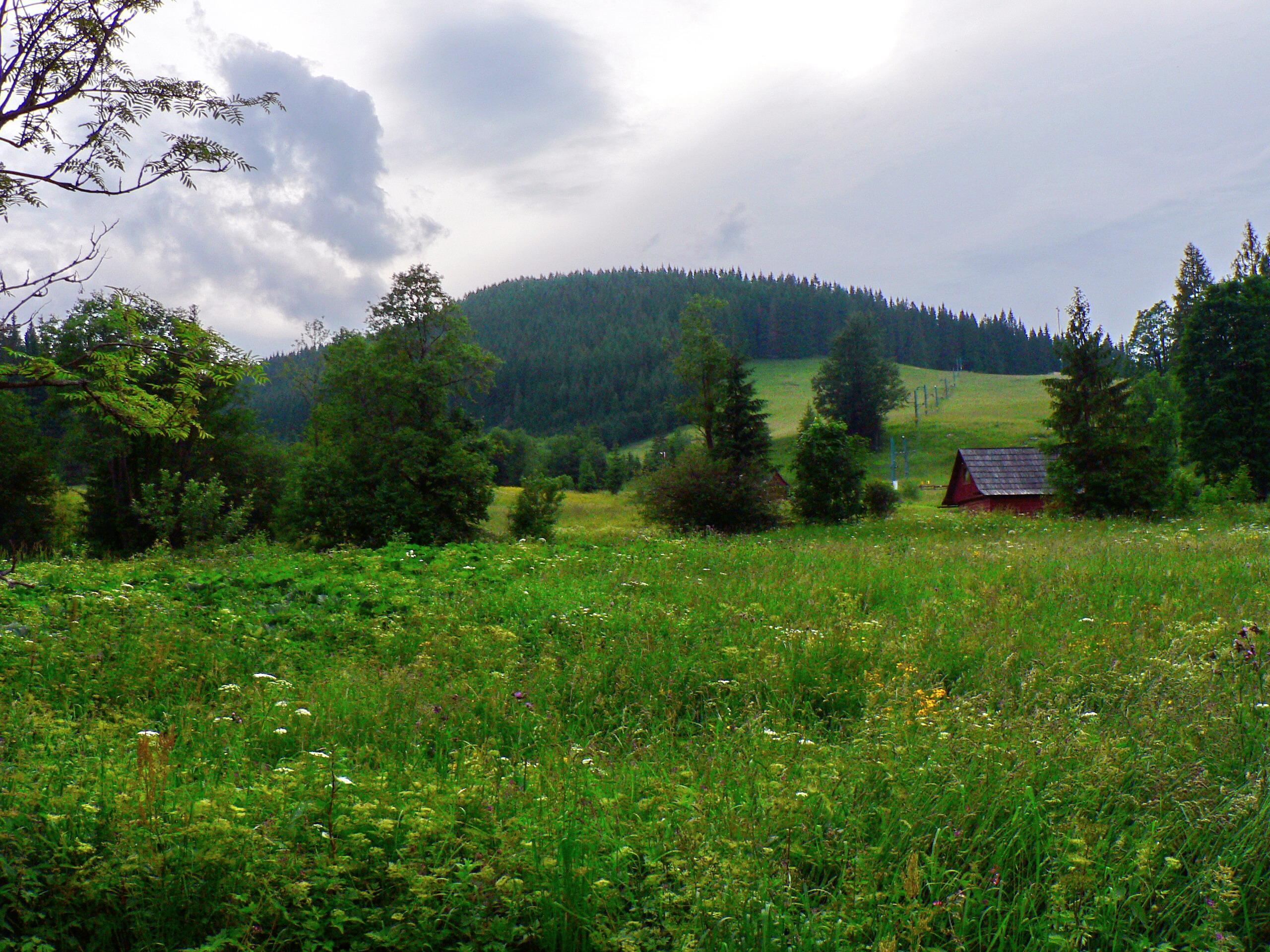
Gombosi Wierch widziany z Jaworzyny Tatrzańskiej

Masyw Gombosiego Wierchu zbudowany jest z górnotriasowych skał osadowych (głównie wapieni). Prawie w całości porośnięty jest lasem. Z niewielkiej podszczytowej polanki roztacza się widok na Dolinę Białki z Łysą Polaną i niektóre szczyty polskich Tatr Wysokich (m.in. na Mięguszowieckie Szczyty, Wołoszyn, Koszystą, Gęsią Szyję). Pod wierzchołkiem od strony Gombosiej Przełęczy znajdowała się niegdyś otoczona płotem powierzchnia, gdzie dokonywano obserwacji roślinności. Pozostałością po niej jest rosnący tam obecnie drzewostan modrzewiowy. Tuż na południe od siodła Gombosiej Przełęczy przebiegała linia telefoniczna łącząca Łysą Polanę z Jaworzyną Tatrzańską (Tatranská Javorina), po której śladem jest zarastająca przecinka.
Nazwa Gombosiego Wierchu wywodzi się od nazwiska Gombos, występującego licznie w Jurgowie. Niekiedy była ona błędnie zapisywana jako „Gąbosi Wierch”. W przeciwieństwie do wszystkich innych wierzchołków w masywie Szerokiej Jaworzyńskiej Gombosi Wierch nie leży w granicach rezerwatu przyrody. Na szczyt nie prowadzi jednak żaden szlak turystyczny, nie jest on więc dostępny dla turystów.